# 托克斯
托克斯是西班牙加利西亚自治区拉科鲁尼亚省的一个市镇。总面积78km², 总人口1173人（2017年），人口密度15人/km²。

## 图集

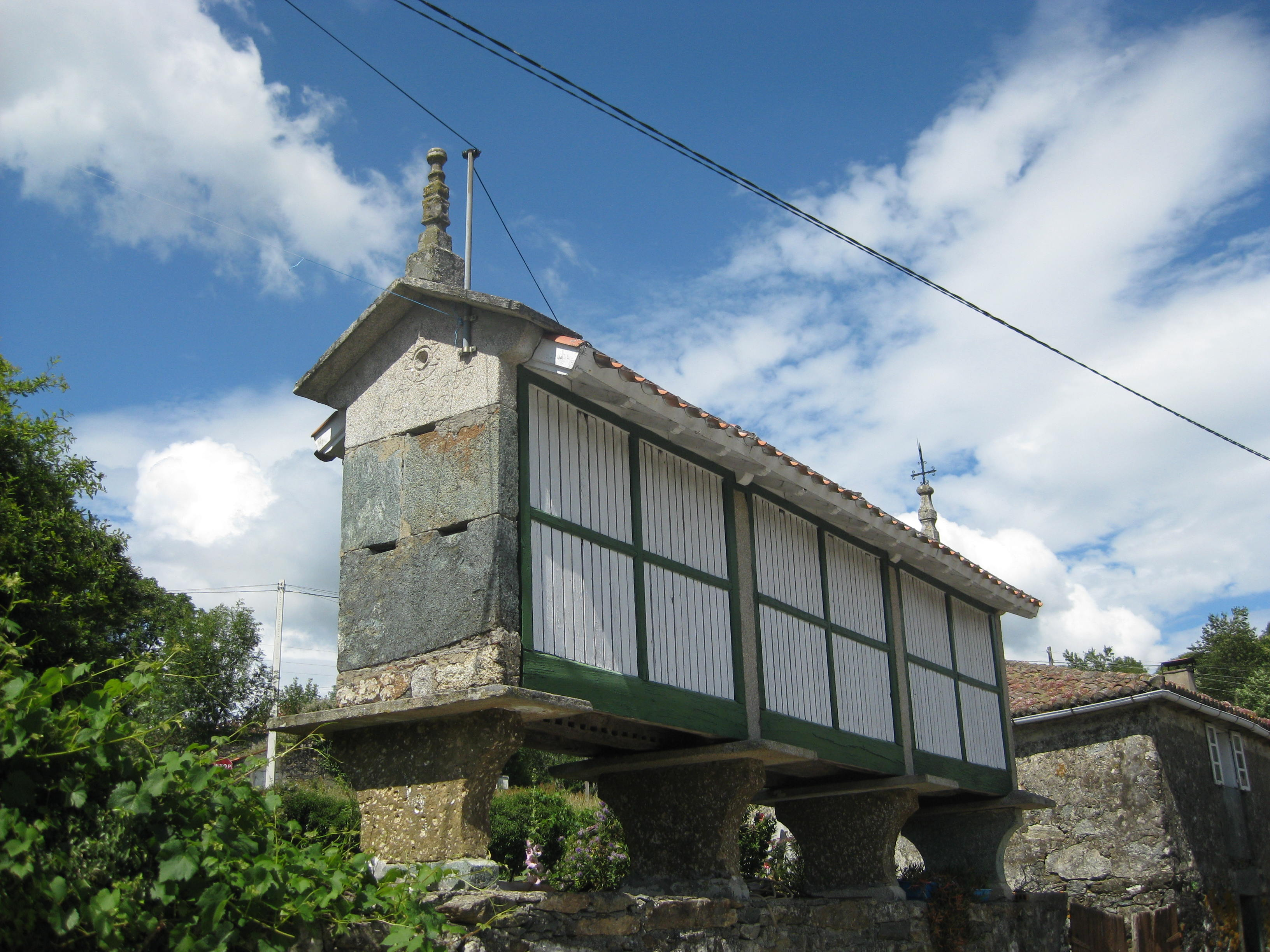
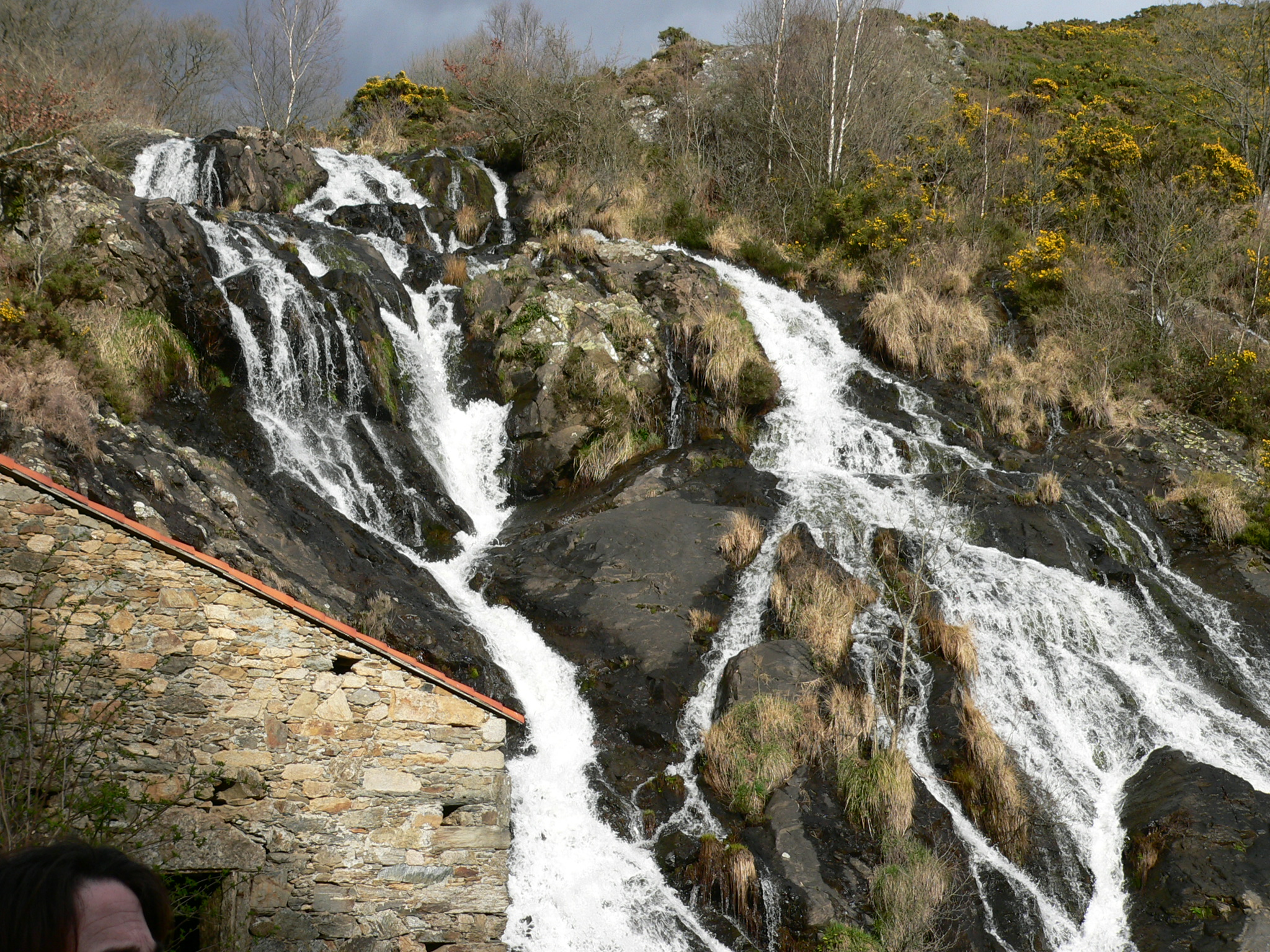
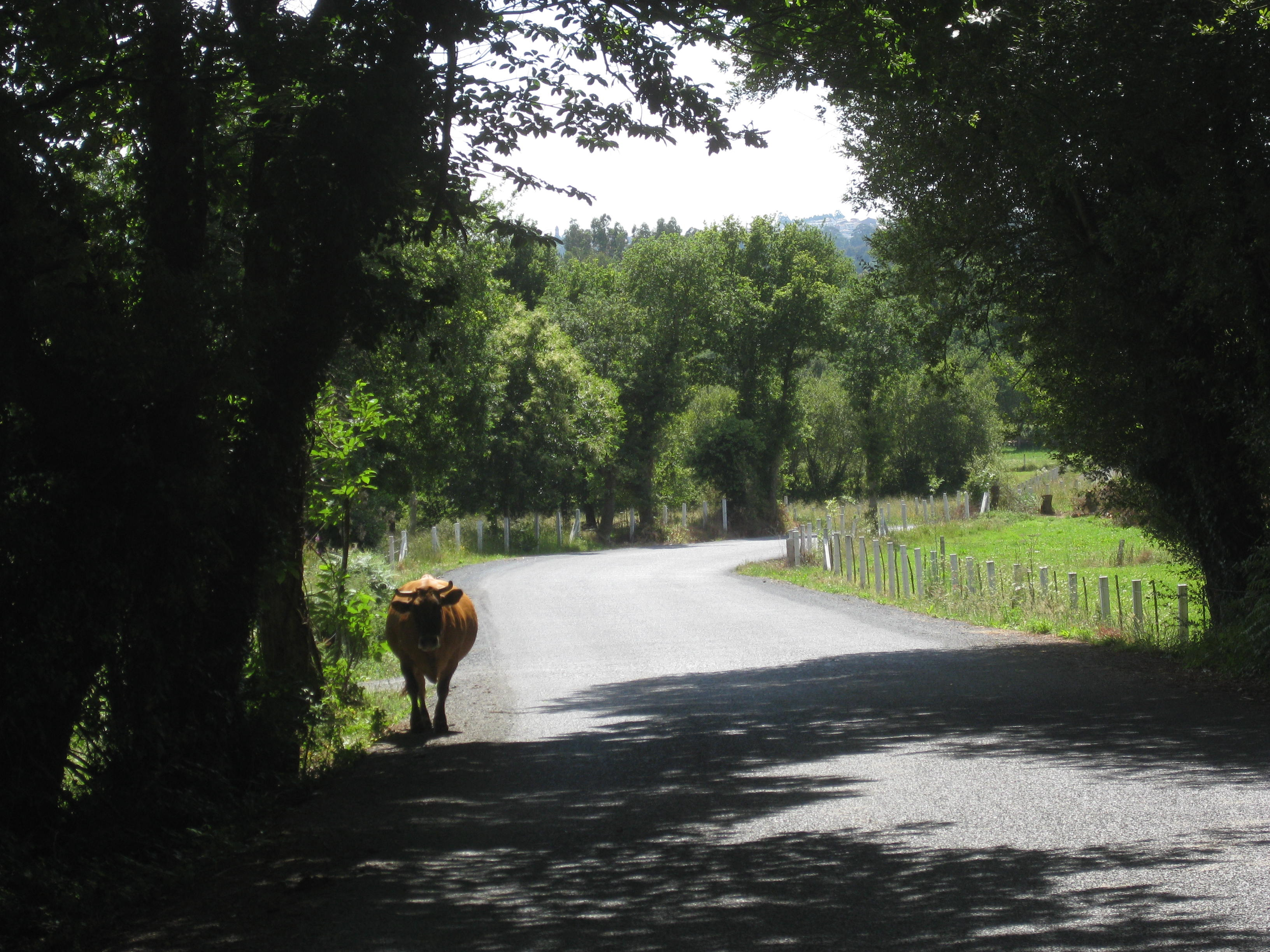
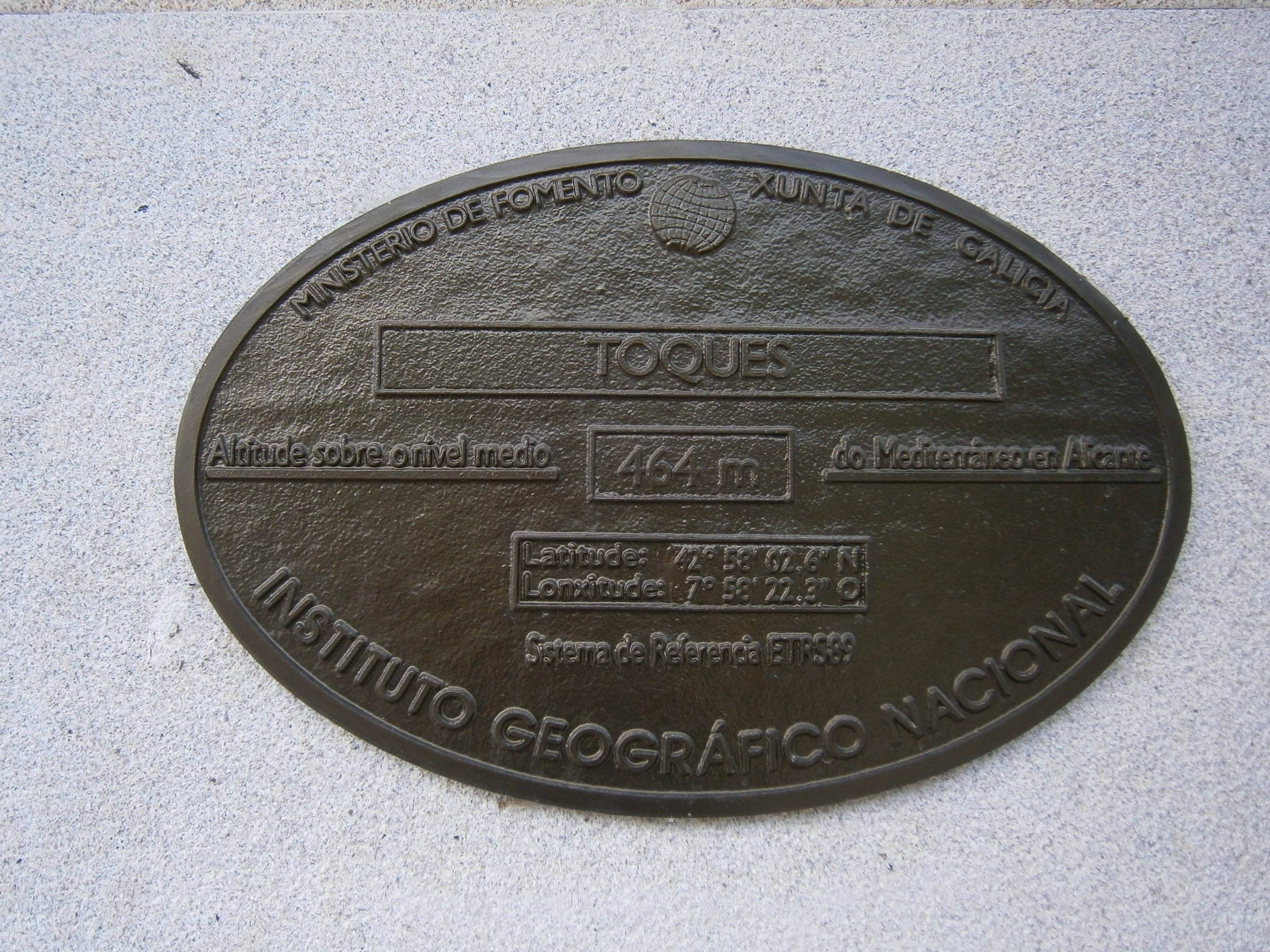
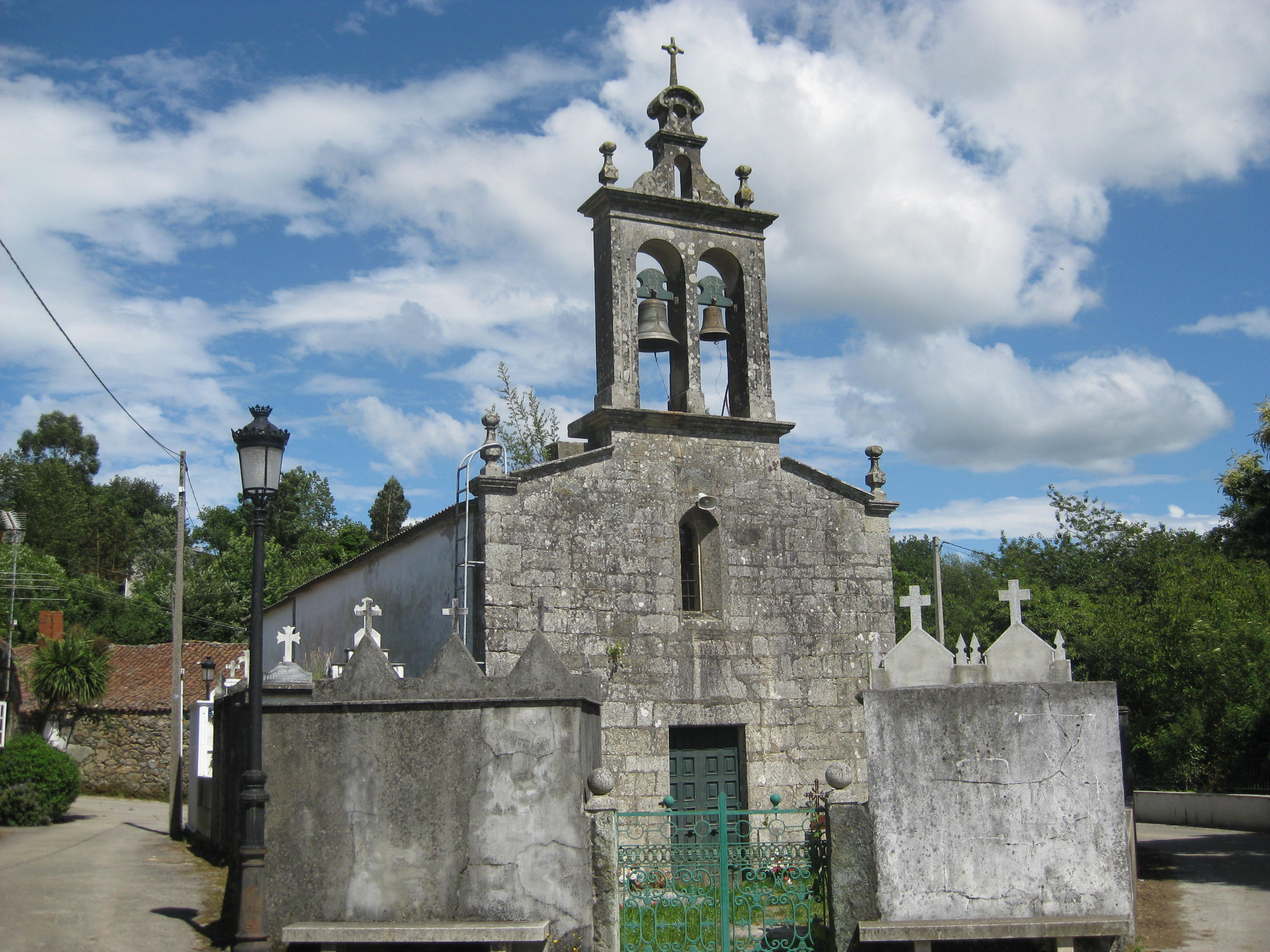

## 人口
| 托克斯历史人口变化图                                       |
|                                                            |
| 来源：西班牙国家统计局（1900-1990年，实际人口）（2000年-） |

## 政治
| 政党                             | 2011年 | 2011年 | 2015年 | 2015年 |
| 政党                             | %      | 议席   | 议席   | %      |
| 加利西亚人民党（PP）             | 42.05  | 4      | 4      | 39.26  |
| 加利西亚民族主义集团（BNG）      | 18.67  | 2      | 2      | 22.13  |
| 加利西亚工人社会党（PSdeG-PSOE） | 5.73   | 0      | 3      | 38.29  |
| 托克斯统一进步党（XCPT）         | 33.27  | 3      | -      | -      |